# Joe Strummer
John Graham Mellor (født 21. august 1952, død 22. december 2002) bedre kendt som Joe Strummer var medstifter, sangskriver og sanger/guitarist i det engelske punkband The Clash.
Han stiftede senere The Mescaleros og var en overgang med i det irsk/engelske folkpunk band The Pogues.

## De tidlige år 1952-1976
Joe Strummer blev født i Ankara d. 21. august 1952 som en af 9 søstre og brødre. Eftersom Strummers far var diplomat flyttede familien meget, og som 9 årig begyndte Strummer og hans storebror David på City of London Freemen's School. Gennem denne tid så Strummer nærmest ikke sine forældre og han udviklede en kærlighed til rockmusik.
I 1973 flyttede Strummer til Newport i Wales for at gå på Newport College of Art, han droppede dog tidligt ud. Mens han var i Wales dannede han gruppen The Vultures hvor Strummer var sanger og guitarist. Bandet spillede i et års tid hvorefter de gik hver til sit. Strummer flyttede nu til London hvor han startede et nyt band, The 101'ers, med sine værelseskammerater.

## The Clash 1976-1986
Den 3. april 1976 var et ungt band ved navn Sex Pistols opvarmningsband for The 101'ers og Strummer kunne godt lide deres lyd.
Noget tid efter showet blev Strummer opsøgt af Mick Jones der ville have Strummer til forsanger for sit band, allerede før Strummer blev en del af dette band gik det i opløsning og Strummer dannede sammen med Jones The Clash.
Den 25. januar 1977 skrev The Clash under på en kontrakt med CBS Records.
The Clash var det mest anderledes musikalske og mest politiske af de tidlige engelske punkbands. Deres sange handlede bl.a. om social ulighed, racisme, arbejdsløshed og politi brutalitet. Strummer selv var involveret i Anti-Nazi League og Rock Against Racism campaigns, og deltog i en koncertrække kaldet Rock Against the Rich.